# 72時間の壁
72時間の壁（ななじゅうにじかんのかべ）は、災害における人命救助に関する用語である。「黄金の72時間」 (Golden 72 Hours) 「被災から72時間」とも呼ばれる。

## 概要
「72時間の壁」という用語は2004年（平成16年）に神戸新聞が使用している例が見られ、その後の災害救助の記事でも使用例が見られる。
日本で用いられる「72時間の壁」という用語は、朝日新聞によれば、
1. 一般に、人間が飲まず食わずで生き延びられる限界が72時間である。
2. 1995年（平成7年）1月17日に発生した兵庫県南部地震（阪神・淡路大震災）において、救出者中の生存者の割合が、発生から3日を境に急減した[5][6]。

という2点を根拠とした表現ということになっている。
受傷からの時間経過と死亡率との間に科学的に明確な関係は認められないとの考察が北米における研究ではなされており、時間経過で区切った「外傷の黄金時間」そのものが疑問視されている。

## 用例
日本国内・国外のマスメディアの日本語報道における「72時間の壁」との表現の使用例は、2016年（平成28年）4月14日発生の熊本地震や同年4月16日発生のエクアドル地震で見られた。同年8月24日に発生したイタリア中部地震では「発生から72時間」「発生（後）72時間」と表現された。「72時間の壁」は2017年（平成29年）の7月の九州北部豪雨や9月7日に発生したメキシコ地震（チアパス地震）、『「発生後72時間」の壁』はメキシコ地震で表現された。
日本のマスメディアは、発災時刻から72時間目が刻々と近付く状況を『生存率が急激に低下するとされる「72時間の壁」』、『迫る「72時間の壁」』と表現していた。
セウォル号沈没事故（2014年4月16日発生）、広島土砂災害（2014年8月20日発生）、御嶽山噴火災害（2014年9月27日発生）、サイクロン・パムによるバヌアツの被害（2015年3月15日夜 - 16日にかけて最接近）でも表現された。
国土交通省関東地方整備局の首都直下型地震への対応においても、「72時間の壁」を根拠として発災後48時間以内に取るべき行動を示したり、防衛白書においても平成25年（2013年）台風第26号における救助活動の考察において「72時間の壁」が用いられたり、政府広報でも「災害医療分野で生死を分けるタイムリミット」として「72時間の壁」が用いられたり、内閣府でも災害対策基本法の説明で「災害発生時の人命救助は、72時間が経過すると生存率が急激に低下するという『72時間の壁』」と記されたりしている。

## 「72時間の壁」と科学的根拠との関係
英語圏のサバイバル業界においてしばしば用いられる、人の生存の目安 "rule of threes"（3の法則）を以下に示す。特に、太字で示したものは確からしいと考えられている。
| You cannot survive for more than: | 3 seconds without blood        | 血液（血流）なしでは3秒間     |
| You cannot survive for more than: | 3 minutes without air          | 空気（酸素）なしでは3分間     |
| You cannot survive for more than: | 3 hours without warmth/shelter | 保温（体温保持）なしでは3時間 |
| You cannot survive for more than: | 3 days without water           | 水（飲水）なしでは3日間       |
| You cannot survive for more than: | 3 weeks without food           | 食糧（摂食）なしでは3週間     |
| You cannot survive for more than: | 3 months without human company | 同行者なし（孤立）では3ヶ月間 |

この "rule of threes"（3の法則）によれば、水を飲まなければ3日間（=72時間であるが、有効数字的には60～84時間であろう）でおおよその生存限界となり、脱水症状によって死に至ることになる。しかし、脱水症状は天候などに大きく左右され、気温が高ければ熱中症を合併して症状はさらに悪化する。逆に、快適な空間であれば大人は飲水なしで1週間以上生き延びられるという。

## 日本語以外での使用例
- 台湾 ： 日本語の「黄金の72時間」にあたる中国語（繁体字）「黃金72小時」が用いられる[42][43]。
- 中国 ： 日本語の「黄金の72時間」にあたる中国語（簡体字）「黄金72小时」が用いられる[44][45][46]。
- 韓国 ： 日本語の「72時間の壁」にあたる朝鮮語「72시간의 벽」を、カンタベリー地震（2011年2月22日発生）の報道でソウル新聞が用いた例がある[47]。
- アメリカ合衆国 ： 日本語の「発災から72時間」にあたる英語「the first 72 hours」が用いられる[48]。アメリカ合衆国連邦緊急事態管理庁 (FEMA) などでは、災害時にライフラインが途絶するなどした被災地に住む被災者への公的支援が行き届くまでのおおよその時間として用いられる[49][50]。

日本語の「72時間の壁」にあたる英語には「the 72-hour window」あるいは「the 72-hour golden window」があり、日本語の「黄金の72時間」にあたる英語には「the golden 72 hours」がある。これらは東アジアや南アジアなどの英字新聞やアジア系記者の記事等で主に用いられる。NHKワールドでは「the critical 72-hour period」との表現を用いている。